# Affe Skagh
Alf (Affe) Henrik Skagh, född 20 december 1916, död 6 februari 1962, var en svensk målare, tecknare, keramiker och barföreståndare.
Han var son till Carl Henrik Vilhelm Skagh och Ester Aurora Månson och gift 1945–1958 med Ann-Sofi (Helena) Breuer. Skagh studerade konst för Pierre Ferrand i Paris och under vistelser i Tyskland och Spanien. Separat ställde han bland annat ut i Sundsvall. Tillsammans med Ann-Sofi (Helena) Breuer ställde han ut i Örnsköldsvik, Luleå och Strömstad 1955 och tillsammans med Olle Idewall i Umeå, Trollhättan och Sundsvall 1957. Han medverkade i några smärre grupputställningar i Boden, Borgholm och Sundsvall. Vid sin död var han föreståndare för den Svenska baren i Palma de Mallorca. Bland hans offentliga arbeten märks en keramikdekoration för en banklokal i Luleå. Hans konst består av dekorativt geometriserande figur- och landskapsmotiv från Sverige och Spanien utförda i olja, fetkrita, pastell, tusch och lack. Som illustratör utförde han vinjettillustrationer och omslag till Industria. Skagh är representerad vid Stockholms stadsmuseum och Svenska Arbetsgivarföreningen i Stockholm.  